# MI-5 (série télévisée)
Cet article concerne la série. Pour le service de renseignement britannique, voir MI5.
MI-5 ou Secrets d'État au Québec (Spooks) est une série télévisée britannique en 86 épisodes de 52 minutes créée par David Wolstencroft (en) et diffusée du 13 mai 2002 au 23 octobre 2011 sur la BBC. Reconnue pour son réalisme, loin des séries américaines du genre, elle narre la vie quotidienne des agents du MI5. Les morts successives et souvent brutales des personnages, ainsi que des cliffhangers réguliers ont contribué à la marque de fabrique de la série.
En France, la série est diffusée depuis le 22 juin 2004 sur Canal+ et du 6 juillet au 24 août 2008 sur France 2 (saisons 01 et 02) et rediffusé sur Jimmy, France 4, Paris Première. Au Québec, elle est diffusée depuis le 2 mai 2005 sur Séries+, et en Belgique depuis le 1er septembre 2005 sur La Une et rediffusée depuis le 8 mai 2008 sur la Deux.
Le titre original, Spooks, signifie « espions » en argot anglais.

## Synopsis
La série met en scène le travail d'une équipe d'agents du Security Service, ou « MI5 », le service de renseignement intérieur britannique.

## Distribution
- Peter Firth (VF : Vincent Grass) : Harry Pearce - Chef du département de contre-terrorisme du MI5 (2002-2011)
- Lara Pulver : Erin Watts - Chef de la section D (2011)
- Max Brown : Dimitri Levendis - Officier de renseignement du MI5 (2010-2011)
- Geoffrey Streatfeild (en) : Calum Reed - Officier de renseignement du MI5 (2011)
- Simon Russell Beale : William Towers - Home Secretary (2010-2011)
- Nicola Walker (VF : Françoise Cadol) : Ruth Evershed - Analyste du GCHQ (2003-2006 et 2008-2011)
- Shazad Latif : Tariq Massod - Technicien et analyste (2009-2011)
- Richard Armitage (VF : Stéphane Ronchewski) : Lucas North - Officier supérieur du MI5 puis chef de la section D (2008-2010)
- Sophia Myles : Beth Bailey - Officier de renseignement du MI5 (2010)
- Hermione Norris (VF : Véronique Biefnot) : Ros Myers - Officier supérieur du MI5 puis chef de la section D (2006-2008 ; 2009)
- Miranda Raison (VF : Marie Zidi) : Jo Portman - Officier de renseignement du MI5 (2005-2009)
- Hugh Simon (en) (VF : Denis Boileau) : Malcolm Wynn-Jones - Technicien (2002-2009 ; 2010)
- Gemma Jones : Connie James - Analyste et officier supérieur du MI5 (2007-2008)
- Alex Lanipekun (en) : Ben Kaplan - Officier de renseignement du MI5 (2007-2008)
- Rupert Penry-Jones (VF : Damien Ferrette) : Adam Carter - Transfuge du MI6, officier supérieur du MI5 puis chef de la Section D (2004-2008)
- Raza Jaffrey (VF : Maël Davan-Soulas) : Zafar Younis - Officier de renseignement du MI5 (2004-2007)
- Olga Sosnovska (VF : Magali Barney) : Fiona Carter - Transfuge du MI6 puis officier supérieur du MI5 (2004-2005)
- Rory MacGregor (VF : Constantin Pappas) : Colin Wells - Technicien (2002-2006)
- David Oyelowo (VF : Gilles Morvan) : Danny Hunter - Officier de renseignement du MI-5 (2002-2004)
- Keeley Hawes (VF : Céline Mauge) : Zoe Reynolds - Officier de renseignement du MI-5 (2002-2004)
- Matthew Macfadyen (VF : Damien Boisseau) : Tom Quinn - Officier supérieur du MI5 puis chef de la section D (2002-2004 ; 2011)

## Épisodes

### Première saison (2002)
La première saison remporte un succès critique et public, avec environ 7,5 millions de téléspectateurs tout au long des six épisodes. Le deuxième épisode, marqué par la violence de l'assassinat d'un des personnages avec de l'huile bouillante, a reçu un grand nombre de réclamations via le Broadcasting Standards Commission (équivalent du CSA français).
1. Tu ne tueras point (Thou Shalt Not Kill)
2. Infiltrations (Looking After Our Own)
3. La Griffe du passé (One Last Dance)
4. Question de confiance (Traitor's Gate)
5. Révélations (The Rose Bed Memoirs)
6. Protection rapprochée (The Lesser of Two Evils)

### Deuxième saison (2003)
La série est reconduite avec dix épisodes après le succès de la première saison. La saison se termine en un cliffhanger, qui va caractériser la plupart des season finales de la série, et réunit 7,1 millions de téléspectateurs.
1. Écran de fumée (Legitimate Targets)
2. Sans état d'âme (Nest of Angels)
3. Piratage (Spiders)
4. La Théorie du papillon (Blood & Money)
5. SOS (I Spy Apocalypse)
6. Bras de fer (Without Incident)
7. Les Codes (Clean Skin)
8. Rébellion (Strike Force)
9. La Septième Division (The Seventh Division)
10. Christine (Smoke and Mirrors)

### Troisième saison (2004)
L'audience pour la troisième saison baisse jusqu'à 5,8 millions de téléspectateurs par épisode.
1. Remise à l'heure (Project Friendly Fire)
2. L'Agent dormant (The Sleeper)
3. Guerre intestine (Who Guards the Guards?)
4. Le Comité novembre (A Prayer for My Daughter)
5. L'Épreuve (Love and Death)
6. L'Agent X (Persephone)
7. La Clé (Outsiders)
8. L'Enlèvement (Celebrity)
9. Le Mercenaire (Frequently Asked Questions)
10. Otages (The Suffering of Strangers)

### Quatrième saison (2005)
Les deux premiers épisodes évoquent une attaque terroriste à la bombe à Londres, ressemblant aux attentats du 7 juillet, bien que le tournage se soit terminé avant, mais dont la diffusion a eu lieu deux mois après. D'après The Guardian, les similarités entre les évènements et le scénario étaient suffisant pour considérer l'abandon de la diffusion des épisodes par le chef de la section Drama de la BBC et le contrôleur de BBC One. Ils ont finalement été diffusés, avec un message d'avertissement prévenant du caractère fictif de l’histoire. L'audience est meilleure que la saison précédente, comptant jusqu'à 6,05 millions de téléspectateurs par épisode.
1. Aube radieuse - 1re partie (The Special: Part I)
2. Aube radieuse - 2e partie (The Special: Part II)
3. Virage à l'extrême droite (Divided They Fall)
4. Le Prince (Road Trip)
5. Le Carnet noir (The Book)
6. Rêve d'Occident (The Innocent)
7. Syrie (Syria)
8. La Taupe du KGB (The Russian)
9. Hors course (The Sting)
10. Diana (Diana)

### Cinquième saison (2006)
L'audience est similaire à celle de la saison précédente, avec environ 6 millions de téléspectateurs.
1. Djakarta est en marche - 1re partie (Gas and Oil, Part One)
2. Djakarta est en marche - 2e partie (Gas and Oil, Part Two)
3. Opération « Cascade » (The Cell)
4. L'Espieuvre (World Trade)
5. Le Cercle (The Message)
6. Diversion - 1re partie (Hostage Takers, Part One)
7. Diversion - 2e partie (Hostage Takers, Part Two)
8. Je déclare la guerre (Agenda)
9. Cinq jours (The Criminal)
10. Jour d'après (Aftermath)

### Sixième saison (2007)
Avec environ 5,7 millions de téléspectateurs, l'audience de la saison est la plus faible de la série. Un site web est créé pour la diffusion de la sixième saison, intitulé Spooks Interactive. En avril 2008, la production remporte le BAFTA Television Award du meilleur contenu interactif pour leur travail sur Spooks Interactive.
1. Le Retour de la peste - 1re partie (The Virus, Part One)
2. Le Retour de la peste - 2e partie (The Virus, Part Two)
3. Manipulations (The Kidnap)
4. La Femme du consul (The Extremist)
5. Double jeu (The Deal)
6. Turbulences (The Courier)
7. Courts-circuitages (Broadcast)
8. Ne rate pas mon enterrement (Infiltration)
9. Une vérité explosive (Isolated)
10. Un Beslan britannique (The School)

### Septième saison (2008)
1. Vie et mort d'un espion (New Allegiances)
2. Cyber attaque (Split Loyalties)
3. La Mort en direct (The Tip-Off)
4. Seigneur, garde-moi de mes amis (A Chance for Peace)
5. Spéculation (On the Brink)
6. La Dernière Branche d'Olivier (Accidental Discovery)
7. La Taupe (The Mole)
8. Tirésias (Nuclear Strike)

### Huitième saison (2009)
La saison réunit 6 millions de téléspectateurs par épisode.
1. Mais où est passé Harry (Episode 1)
2. Le Prix à payer (Episode 2)
3. Procès sur Internet (Episode 3)
4. Question de confiance (Episode 4)
5. Sous le signe de Macbeth (Episode 5)
6. Éclipse économique (Episode 6)
7. Au nom de Rama (Episode 7)
8. Tic-tac, tic-tac (Episode 8)

### Neuvième saison (2010)
1. Ode à la solitude (Episode 1)
2. Pétrole contre génocide (Episode 2)
3. L'erreur est humaine (Episode 3)
4. Chinoiseries (Episode 4)
5. Pas de paix sans horizon (Episode 5)
6. La Cyber-guerre froide (Episode 6)
7. Au nom de Lucas North (Episode 7)
8. Dernière mission (Episode 8)

### Dixième saison (2011)
En 2011, la BBC a annoncé que la série prendrait fin après la dixième saison.
1. Le cœur a ses raisons (Episode 1)
2. Imposture (Episode 2)
3. Bombe sale (Episode 3)
4. Dilemmes (Episode 4)
5. Une tortue dans mon jardin (Episode 5)
6. Clap de fin (Episode 6)

## Distinctions
Sauf indication contraire, les informations mentionnées dans cette section peuvent être confirmées par la base de données cinématographiques IMDb,  présente dans la section « Liens externes ».

### Récompenses
| Année | Cérémonie ou récompense                     | Prix                                             | Lauréat(s)         |
| ----- | ------------------------------------------- | ------------------------------------------------ | ------------------ |
| 2003  | British Academy Television Awards           | Meilleure série dramatique                       |                    |
| 2003  | Broadcast Awards                            | Meilleure série dramatique                       |                    |
| 2003  | BBC Drama Awards                            | Meilleure série dramatique                       |                    |
| 2003  | BBC Drama Awards                            | Meilleur site web de série dramatique            |                    |
| 2004  | Royal Television Society Awards             | Meilleure série dramatique                       |                    |
| 2005  | Television and Radio Industries Club Awards | Meilleure série dramatique                       |                    |
| 2007  | Television and Radio Industries Club Awards | Meilleure série dramatique                       |                    |
| 2008  | Royal Television Society Awards             | Meilleure photographie dans une série dramatique | Damian Bromley     |
| 2008  | Crime Thriller Awards                       | Meilleur acteur                                  | Rupert Penry-Jones |
| 2008  | Crime Thriller Awards                       | Meilleure actrice                                | Hermione Norris    |

### Nominations
| Année | Cérémonie ou récompense               | Prix                                                  | Lauréat(s)                                                    |
| ----- | ------------------------------------- | ----------------------------------------------------- | ------------------------------------------------------------- |
| 2003  | Royal Television Society Awards       | Meilleur son dans une série                           | Julian Slater, Nigel Heath, Michael Fentum et Dan Morgan      |
| 2003  | British Academy Television Awards     | Meilleur montage dans une série                       | Colin Green                                                   |
| 2003  | British Academy Television Awards     | Meilleure musique dans une série                      | Jennie Muskett                                                |
| 2003  | Royal Television Society Awards       | Meilleure série dramatique                            |                                                               |
| 2003  | Royal Television Society Awards       | Meilleur scenario dans une série dramatique           | David Wolstencroft et Howard Brenton                          |
| 2004  | British Academy Television Awards     | Meilleur montage dans une série                       | Paul Knight, Barney Pilling                                   |
| 2005  | British Academy Television Awards     | Meilleure série dramatique                            |                                                               |
| 2005  | British Academy Television Awards     | Meilleur design graphique                             | Mark Doman                                                    |
| 2005  | British Academy Television Awards     | Meilleure musique dans une série                      | Jennie Muskett, Sheridan Tongue                               |
| 2005  | British Academy Television Awards     | Meilleure photographie et meilleurs éclairages        | Simon Chaudoir                                                |
| 2005  | British Academy Television Awards     | Meilleurs décors                                      | Stevie Herbert, Robert Foster                                 |
| 2005  | Directors Guild of Great Britain      | Meilleure réalisation pour des épisodes de 60 minutes | Jonny Campbell                                                |
| 2006  | British Academy Television Awards     | Meilleure série dramatique                            |                                                               |
| 2006  | British Academy Television Awards     | Meilleur son dans une série                           | Rudi Buckle (Hackenbacker Sound)                              |
| 2006  | Royal Television Society Awards       | Meilleur son dans une série                           | Rudi Buckle (Hackenbacker Sound)                              |
| 2007  | Royal Television Society Awards       | Meilleur son dans une série                           | Rudi Buckle, James Feltham, Darren Banks (Hackenbacker Sound) |
| 2007  | Saturn Awards                         | Meilleure série télévisée en DVD                      |                                                               |
| 2008  | British Academy Television Awards     | Meilleure photographie et meilleurs éclairages        | Damian Bromley                                                |
| 2008  | British Academy Television Awards     | Meilleur son dans une série                           | Rudi Buckle, James Feltham, Darren Banks, Ben Norrington      |
| 2008  | Crime Thriller Awards                 | Meilleure série dramatique                            |                                                               |
| 2008  | Saturn Awards                         | Meilleure série télévisée en DVD                      |                                                               |
| 2009  | British Academy Television Awards     | Meilleure série dramatique                            |                                                               |
| 2009  | British Academy Television Awards     | Meilleure musique dans une série                      | Paul Leonard-Morgan                                           |
| 2009  | International Emmy Awards             | Meilleure série dramatique                            |                                                               |
| 2009  | Festival de télévision de Monte-Carlo | Meilleur acteur dans une série dramatique             | Peter Firth                                                   |
| 2009  | Festival de télévision de Monte-Carlo | Meilleur acteur dans une série dramatique             | Richard Armitage                                              |
| 2009  | Festival de télévision de Monte-Carlo | Meilleure actrice dans une série dramatique           | Hermione Norris                                               |
| 2009  | Festival de télévision de Monte-Carlo | Meilleure actrice dans une série dramatique           | Gemma Jones                                                   |
| 2009  | Crime Thriller Awards                 | Meilleure série dramatique                            |                                                               |
| 2009  | Crime Thriller Awards                 | Meilleure actrice                                     | Hermione Norris                                               |
| 2009  | TV Quick Awards                       | Meilleure série dramatique                            |                                                               |
| 2009  | TV Quick Awards                       | Meilleur acteur                                       | Richard Armitage                                              |
| 2010  | British Academy Television Awards     | Meilleure série dramatique                            |                                                               |
| 2010  | British Academy Television Awards     | Meilleur son dans une série                           | Rudi Buckle, Darren Banks, Laura Lovejoy, Nigel Heath         |
| 2010  | Crime Thriller Awards                 | Meilleure actrice                                     | Hermione Norris                                               |

## Autour de la série
- Cette série est produite par Kudos, une société de production britannique. La diffusion aux États-Unis se fait sous le nom de MI-5, comme en France.
- La série, telle que diffusée à la télévision et sur les DVD en France, se trouve amputée de 6 à 7 minutes par rapport à la diffusion originale de la BBC.
- La série a fait l'objet d'un spin-off, Spooks: Code 9, le temps d'une seule saison de 6 épisodes. Cette série dérivée est déprogrammée à la suite de mauvaises audiences.
- Le film MI-5 Infiltration est sorti en 2016 et se passe 4 ans après la dernière saison.